# ری هیگوچی
ری هیگوچی (ژاپنی: 樋口黎؛ زادهٔ ۲۸ ژانویهٔ ۱۹۹۶) کشتی‌گیر ژاپنی در دسته‌های ۵۷ و ۶۱ کیلوگرم کشتی آزاد است. او برندهٔ مدال طلا در المپیک ۲۰۲۴ پاریس و مسابقات قهرمانی کشتی جهان ۲۰۲۲ و مدال نقرهٔ در المپیک ۲۰۱۶ ریو و قهرمانی کشتی جهان ۲۰۲۳ است.

## فعالیت حرفه‌ای

### المپیک ۲۰۱۶ ریو
هیگوچی در سال ۲۰۱۶ میلادی در المپیک ریو در وزن ۵۷ کیلو حاضر بود که جونگ هاک جین از کره‌شمالی، اسدالله لاچینائو از بلاروس، یولیس بون از کوبا و حسن رحیمی از ایران را شکست داد و به مرحله فینال رسید. در مرحله نهایی از ولادیمر خینچگاشویلی گرجی شکست خورد و به مدال نقره رسید.

### قهرمانی کشتی جهان ۲۰۲۲
هیگوچی در وزن ۶۱ کیلوگرم کشتی آزاد قهرمانی کشتی جهان ۲۰۲۲ بلگراد شرکت کرد، او در این مسابقات اسلام دودایف از آلبانی، آرسن هاروتیونیان از ارمنستان و ست گراس از آمریکا را شکست داد و به فینال رسید. وی در فینال رضا اطری از ایران را شکست داد و مدال طلا را به‌دست آورد.

### قهرمانی کشتی جهان ۲۰۲۳
هیگوچی در وزن ۵۷ کیلوگرم کشتی آزاد قهرمانی کشتی جهان ۲۰۲۳ بلگراد شرکت کرد، او در این مسابقات گئورگی وانگلوف از بلغارستان، زو وانهو از چین، آرسن هاروتیونیان از ارمنستان و میرامبک کارتبای از قزاقستان را شکست داد و به فینال رسید. وی در دیدار نهایی به استوان میشیچ از صربستان باخت و به مدال نقره رسید.

### المپیک ۲۰۲۴ پاریس
هیگوچی در وزن ۵۷ کیلوگرم کشتی آزاد المپیک ۲۰۲۴ پاریس حاضر بود که داریان کروز از پورتوریکو و امان سهراوات از هند را شکست داد و به فینال رسید. وی در فینال اسپنسر لی از آمریکا را شکست داد و مدال طلا را به‌دست آورد.